# Tilly Selenius
Vendela Ottilia (Tilly) Selenius, född 16 oktober 1872 i Sankt Nikolai församling, Stockholm,  död 17 augusti 1955 i Gustav Vasa församling, Stockholm
, var en svensk målare
Hon var syster till arkitekten August Strehlenert och gift med tandläkaren Wilhelm Ludvig Selenius. Hon studerade konst i Paris och var huvudsakligen verksam som landskapsmålare. Hon medverkade i konstgruppen De Fries utställning i Stockholm 1911 och samlingsutställningar arrangerade av olika konstföreningar.